# یژژسک
یژژسک (به لاتین: Jezierzysk) یک روستا در لهستان است که در گمینا چارنا بیاووستوتسکا واقع شده‌است.